# Vincent Schuurman
Vincent Schuurman (1953) is een Nederlands regisseur. Hij volgde de Media Academie en de Toneelschool Amsterdam. Vincent regisseerde onder andere de dramaseries Rozengeur & Wodka Lime en Flikken Maastricht.

## Filmografie
- Rozengeur & Wodka Lime (2001-2002)
- Westenwind (2002)
- Voetbalvrouwen (2007)
- Flikken Maastricht (2007-2010)
- Het Klokhuis (2008)
- 13 in de oorlog (2009)
- Kees & Co (Een aantal afleveringen uit 2004)
- Divorce (2012)
- La Famiglia (2016)

Ook regisseerde Schuurman afleveringen van Goede tijden, slechte tijden, Onderweg naar Morgen en Goudkust.